# Belize aux Jeux olympiques d'été de 2000
Le Belize a participé aux Jeux olympiques d'été pour la huitième fois aux Jeux olympiques d'été de 2000 à Sydney n'y remportant aucune médaille.

## Nombre d'athlètes qualifiés par sport
Voici la liste des qualifiés et sélectionnés Belizien par sport (remplaçants compris) :
| Sport      | Hommes | Femmes | Total |
| ---------- | ------ | ------ | ----- |
| Athlétisme | 1      | 1      | 2     |

## Liste des médaillés belizien
Aucun athlète bélizien ne remporte de médaille durant ces JO.

## Engagés béliziens par sport

### Athlétisme
- 100 mètres femmes
  - Emma Wade : Série : 12 s 25 (non qualifiée)

- 200 mètres hommes
  - Jayson Jones : Série : 22 s 2  (non qualifié)